# الشقارنة (طايفة)
الشقارنة هي إحدى مشيخات المملكة المغربية، تتبع جغرافيا لإقليم تازة وإداريًا لطايفة. يقدر عدد سكانها بـ 1375 نسمة حسب الإحصاء الرسمي للسكان والسكنى لسنة 2004.